# Sebastián Villa
Sebastián Villa Cano (ur. 19 maja 1996 w Bello) – kolumbijski piłkarz występujący na pozycji skrzydłowego w argentyńskim klubie Boca Juniors oraz w reprezentacji Kolumbii.

## Kariera klubowa

### Deportes Tolima
W 2016 roku podpisał kontrakt z klubem Deportes Tolima. Zadebiutował 9 marca 2016 w meczu Copa Colombia przeciwko Deportes Quindío (3:2). W Categoría Primera A zadebiutował 9 maja 2016 w meczu przeciwko Independiente Santa Fe (2:2). 3 marca 2017 zadebiutował w Copa Sudamericana w meczu przeciwko Club Bolívar (2:1). Pierwszą bramkę zdobył 27 kwietnia 2017 w meczu Copa Colombia przeciwko Deportes Quindío (1:3). Pierwszą bramkę w lidze zdobył 11 lutego 2018 w meczu przeciwko América Cali (1:1). W sezonie 2018–I jego zespół zajął pierwsze miejsce w tabeli zdobywając mistrzostwo Kolumbii.

### Boca Juniors
1 lipca 2018 przeszedł do drużyny Boca Juniors. Zadebiutował 2 sierpnia 2018 w meczu Copa Argentina przeciwko CA Alvarado (6:0). W Primera División zadebiutował 12 sierpnia 2018 w meczu przeciwko Talleres Córdoba (1:0). Pierwszą bramkę zdobył 3 września 2018 w meczu ligowym przeciwko CA Vélez Sarsfield (3:0). 20 września 2018 zadebiutował w Copa Libertadores przeciwko Cruzeiro EC (2:0). W sezonie 2019/20 jego zespół zajął pierwsze miejsce w tabeli zdobywając mistrzostwo Argentyny.

## Kariera reprezentacyjna

### Kolumbia
W 2018 roku otrzymał powołanie do reprezentacji Kolumbii. Zadebiutował 7 września 2018 w meczu towarzyskim przeciwko reprezentacji Wenezueli (2:1).

## Statystyki

### Klubowe
(aktualne na dzień 16 czerwca 2021)
| Klub               | Sezon              | Liga                | Liga  | Liga   | Puchar kraju | Puchar kraju | CONMEBOL | CONMEBOL | Inne  | Inne   | Suma  | Suma   |
| Klub               | Sezon              | Liga                | Mecze | Bramki | Mecze        | Bramki       | Mecze    | Bramki   | Mecze | Bramki | Mecze | Bramki |
| ------------------ | ------------------ | ------------------- | ----- | ------ | ------------ | ------------ | -------- | -------- | ----- | ------ | ----- | ------ |
| Deportes Tolima    | 2016               | Categoría Primera A | 3     | 0      | 3            | 0            | 0        | 0        | –     | –      | 6     | 0      |
| Deportes Tolima    | 2017               | Categoría Primera A | 35    | 0      | 6            | 3            | 1        | 0        | –     | –      | 42    | 3      |
| Deportes Tolima    | 2018               | Categoría Primera A | 25    | 5      | 2            | 1            | –        | –        | –     | –      | 27    | 6      |
| Deportes Tolima    | Ogólnie            | Ogólnie             | 63    | 5      | 11           | 4            | 1        | 0        | 0     | 0      | 75    | 9      |
| Boca Juniors       | 2018/19            | Primera División    | 17    | 3      | 2            | 0            | 13       | 0        | 7     | 0      | 39    | 3      |
| Boca Juniors       | 2019/20            | Primera División    | 22    | 2      | 1            | 1            | 8        | 1        | 1     | 0      | 32    | 4      |
| Boca Juniors       | 2020/21            | Primera División    | 19    | 5      | 0            | 0            | 5        | 3        | 0     | 0      | 24    | 8      |
| Boca Juniors       | Ogólnie            | Ogólnie             | 58    | 10     | 3            | 1            | 26       | 4        | 8     | 0      | 95    | 15     |
| Ogólnie w karierze | Ogólnie w karierze | Ogólnie w karierze  | 121   | 15     | 14           | 5            | 27       | 4        | 8     | 0      | 170   | 24     |

### Reprezentacyjne
(aktualne na dzień 16 czerwca 2021)
| Reprezentacja | Rok     | Mecze | Bramki |
| ------------- | ------- | ----- | ------ |
| Kolumbia      |         |       |        |
| 2018          | 2       | 0     |        |
| 2019          | 2       | 0     |        |
| Ogólnie       | Ogólnie | 4     | 0      |

| Mecze i gole w reprezentacji | Mecze i gole w reprezentacji | Mecze i gole w reprezentacji | Mecze i gole w reprezentacji | Mecze i gole w reprezentacji | Mecze i gole w reprezentacji | Mecze i gole w reprezentacji | Mecze i gole w reprezentacji |
| Lp.                          | Data                         | Miejsce                      | Gospodarz                    | Gość                         | Wynik                        | Gol                          | Rozgrywki                    |
| ---------------------------- | ---------------------------- | ---------------------------- | ---------------------------- | ---------------------------- | ---------------------------- | ---------------------------- | ---------------------------- |
| 1.                           | 07.09.2018                   | Miami                        | Wenezuela                    | Kolumbia                     | 1:2                          |                              | Mecz towarzyski              |
| 2.                           | 11.09.2018                   | East Rutherford              | Kolumbia                     | Argentyna                    | 0:0                          |                              | Mecz towarzyski              |
| 3.                           | 22.03.2019                   | Jokohama                     | Japonia                      | Kolumbia                     | 0:1                          |                              | Mecz towarzyski              |
| 4.                           | 26.03.2019                   | Seul                         | Korea Południowa             | Kolumbia                     | 2:1                          |                              | Mecz towarzyski              |

## Sukcesy

### Deportes Tolima
- Wicemistrzostwo Kolumbii (1×): 2016–II
- Mistrzostwo Kolumbii (1×): 2018–I

### Boca Juniors
- Mistrzostwo Argentyny (1×): 2019/2020
- Supercopa Argentina (1×): 2019